# 阿古諾夫-卡塞格林望遠鏡

阿古諾夫-卡塞格林望遠鏡光路圖

阿古諾夫-卡塞格林望遠鏡的設計是在1972年由P.P. 阿古諾夫首度介紹給世人的。他所有的光學元件都是球面鏡，並將傳統卡塞格林式的次鏡換成三個有空氣隙的透鏡元件。距離主鏡最遠的透鏡是曼京鏡，它的作用如同第二個鏡子的表面，在對向天空的一面有反射用的塗層。阿古諾夫的系統只使用球狀的表面，避免了非球面的製造和測試。然而，獲得的好處似乎很少，因為這套系統實際上非常難以製做，它需要精確的自由區域球的曲率半徑以取代等效的非球面鏡。